# Josef Kihlbergs Vagnsfjäderfabrik
Josef Kihlbergs Vagnsfjäderfabrik är en industribyggnad i rött tegel i Hjo, som byggdes 1908–1909 för grosshandlaren och entreprenören Josef Kihlberg (1871–1931) för dennes nyetablerade tillverkning av vagnfjädrar.
Byggnaden har en tidstypisk detaljrik industriarkitektur och är väl bevarad. Fabriken byggdes 1913 ut med en stor länga i kalksandsten från Vätterbygden.
Josef Kihlbergs Vagnsfjädersfabrik flyttade på 1940-talet till Hjos industriområde vid Hjo-Stenstorps Järnväg. Den tidigare fabriksbyggnaden byggdes på 1990-talet om till vårdcentral.